# Nick Mason

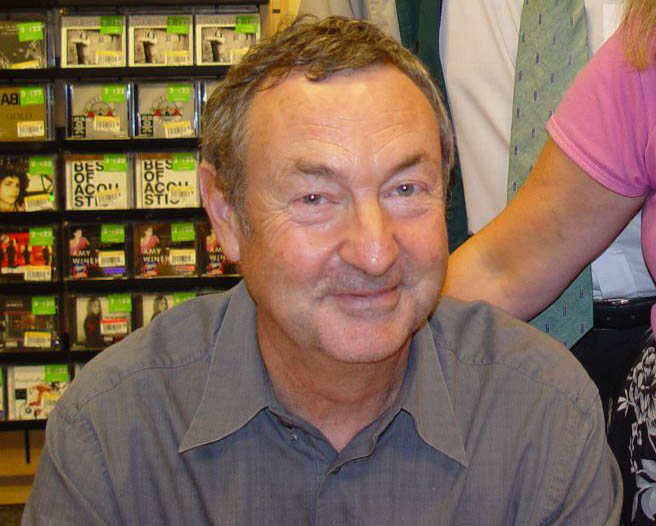
Nick Mason firmant autògrafs

Nicholas Berkeley Mason va néixer el 27 de gener de 1944 a Birmingham, Gran Bretanya. Va ser el bateria del grup de rock Pink Floyd i ha estat l'únic membre de la formació que mai ha deixat de ser-ho en tota l'existència, tot i que és el component que té menys crèdits en les composicions de les peces del grup. Va conèixer Roger Waters i Richard Wright quan estudiava arquitectura a la Regent Street Polytechnic i va començar a tocar amb ells en el grup Sigma 6 el 1963. El 1965, Syd Barrett es va ajuntar amb ells per formar el grup Pink Floyd.
A més del treball amb Pink Floyd, ha treballat en diversos projectes externs. Va realitzar molts àlbums, particualment durant la segona meitat dels anys 1970, sobretot al costat d'altres artistes de rock progressiu com Robert Wyatt, Gong Hillage i Steve Hillage, i amb l'excèntric jazzman Michael Mantler i el grup punk The Damned.
El 1983 David Gilmour va iniciar un judici contra Roger Waters pels drets del nom Pink Floyd. Mason va estar al costat de Gilmour durant tot aquest temps, fins que el 1986 van guanyar els drets sobre el nom del grup i del repertori.
El juliol de 2005 Mason, amb Gilmour, Richard Wright i, per primer cop en 24 anys, Roger Waters, van tocar de nou junts i com a Pink Floyd quatre cançons en el concert Live 8 a Londres, promogut de Bob Geldof. Després del retrobament, Mason va fer les paus amb Roger Waters i fins i tot va tocar la bateria en les dues últimes nits de la gira de Waters de 2006 a les cançons de Pink Floyd Set the Controls for the Heart of the Sun. El 2006 Mason i Wright van participar amb Gilmour durant la presentació a l'Albert Royal Hall de Londres, sent la darrera presentació de Pink Floyd després de l'era Waters. Aquest mateix any va col·laborar amb Waters en els primers concerts de la gira The Dark Side of the Moon Live.
És un gran coneixedor i col·leccionista de cotxes esportius, ha competit en diverses carreres i disposa de 10 ferraris.

## Àlbums en solitari
- Fictitious Sports (1981, un àlbum escrit per Carla Bley)
- Profiles (1985, amb Rick Fenn)